# Grant Brits
Grant Tyson Brits (Johannesburg (Zuid-Afrika), 11 augustus 1987) is een in Zuid-Afrika geboren Australische zwemmer. Brits vertegenwoordigde Australië op de Olympische Zomerspelen 2008 in Peking.

## Carrière
Brits maakte zijn internationale debuut op de wereldkampioenschappen kortebaanzwemmen 2006 in Shanghai waar hij in de halve finales van de 50 meter rugslag werd uitgeschakeld. Op de 4x200 meter vrije slag veroverde de Australiër samen met zijn landgenoten, Andrew Mewing, Louis Paul en Nicholas Ffrost, de zilveren medaille. 
Tijdens de wereldkampioenschappen zwemmen 2007 in eigen land, in Melbourne, legde Brits samen met Patrick Murphy, Andrew Mewing en Kenrick Monk beslag op de zilveren medaille. Op 31 augustus 2007, tijdens de Australische kortebaankampioenschappen 2007 in Melbourne, verbeterde hij samen met Kirk Palmer, Grant Hackett en Kenrick Monk het wereldrecord op de 4x200 meter vrije slag.
Dankzij zijn zesde plaats op de 200 meter vrije slag tijdens de Australische zwemkampioenschappen 2008 plaatste Brits zich voor de Olympische Zomerspelen van 2008 in Peking. Voorafgaand aan de Spelen nam Brits deel aan de wereldkampioenschappen kortebaanzwemmen 2008 in Manchester. Op dit toernooi eindigde de Australiër als zesde op de 50 meter vrije slag, op de 50 meter schoolslag strandde hij in de series. Op de 4x100 meter vrije slag eindigde hij samen met Leith Brodie, Kirk Palmer en Kenrick Monk als vijfde en veroverde samen met Kirk Palmer, Nicholas Sprenger en Kenrick Monk de wereldtitel op de 4x200 meter vrije slag. Op de Olympische Spelen veroverde Brits samen met Patrick Murphy, Grant Hackett en Nicholas Ffrost de bronzen medaille op de 4x200 meter vrije slag.

## Internationale toernooien
| Jaar | Olympische Spelen | WK langebaan      | WK kortebaan                                                                      | PanPacs       |
| ---- | ----------------- | ----------------- | --------------------------------------------------------------------------------- | ------------- |
| 2006 |                   |                   | 15e 50m rugslag · 4x200m vrije slag                                               | geen deelname |
| 2007 |                   | 4x200m vrije slag |                                                                                   |               |
| 2008 | 4x200m vrije slag |                   | 6e 50m vrije slag · 33e 50m schoolslag · 5e 4x100m vrije slag · 4x200m vrije slag |               |

## Persoonlijke records
Bijgewerkt tot en met 27 maart 2008

### Kortebaan
| Afstand         | Tijd    | Datum            | Plaats     |
| --------------- | ------- | ---------------- | ---------- |
| 50m vrije slag  | 21,57   | 10 april 2008    | Manchester |
| 100m vrije slag | 48,45   | 1 september 2007 | Melbourne  |
| 200m vrije slag | 1.44,35 | 29 augustus 2007 | Melbourne  |

### Langebaan
| Afstand         | Tijd    | Datum         | Plaats |
| --------------- | ------- | ------------- | ------ |
| 50m vrije slag  | 22,95   | 27 maart 2008 | Sydney |
| 100m vrije slag | 50,02   | 25 maart 2008 | Sydney |
| 200m vrije slag | 1.47,56 | 24 maart 2008 | Sydney |